# Strozza
Strozza [ˈstrɔʦʦa] (Stròssa [ˈstɾɔsa] in dialetto bergamasco) è un comune italiano di 1 120 abitanti della provincia di Bergamo in Lombardia.
Situato sul versante orientale della Valle Imagna, dista circa 15 chilometri a nord-ovest dal capoluogo orobico.

## Storia
I primi segni della presenza umana sul territorio risalgono all'epoca romana, come documentato dal ritrovamento di un acquedotto posto sulle pendici del monte Albenza, situato sulla destra orografica del paese.
Tuttavia risalgono approssimativamente all'anno 1000 le origini del borgo, posto all'imbocco della valle.
Qui i monti si avvicinano notevolmente creando una strozzatura, per poi aprirsi in quella che è la valle Imagna. Da questa situazione deriva quindi il toponimo Strozza.
È in epoca medievale che il paese comincia ad assumere una fisionomia ben precisa, anche se nei secoli precedenti vi erano alcuni insediamenti abitativi sparsi.
In quel periodo nella zona imperversarono scontri cruenti, molto più che nelle altre zone della provincia bergamasca, tra guelfi e ghibellini. Questo per il fatto che la valle Imagna, prevalentemente guelfa, era in netta contrapposizione con l'attigua valle Brembilla, schierata con i ghibellini. In tutta la zona sorsero castelli e fortificazioni, e Strozza non fu da meno: a tal riguardo esistono alcuni resti di costruzioni, tra le quali spiccano case-torri e nuclei fortificati risalenti ad un periodo compreso tra il XII ed il XIII secolo.
I primi scontri videro prevalere i guelfi, tanto che i ghibellini chiesero aiuto ai Visconti, signori di Milano. Questi riuscirono a sconfiggere gli avversari e ad estendere il proprio dominio sulle valli della zona. Il modo con cui infierirono sugli avversari portò i guelfi a cercare più volte la vendetta con ulteriori uccisioni.
Dopo continui ribaltamenti di fronte, il dominio dei Visconti e dei ghibellini fu definitivo, anche se il rancore guelfo dava spesso seguito a rivolte popolari, spesso soffocate con le armi.
La situazione si rovesciò quando la zona passò sotto il controllo della repubblica di Venezia che, in contrapposizione con i Visconti, sosteneva lo schieramento guelfo. Seguirono distruzioni nei confronti dei possedimenti ghibellini, mentre i paesi guelfi, tra cui Strozza, ebbero un trattamento di favore come citato in documenti dell'epoca:
(Effemeridi di Padre Donato Calvi)
I secoli successivi videro pochi fatti di rilievo coinvolgere la piccola comunità che, forte del proprio isolamento, seguì le vicende del resto della provincia senza parteciparvi in modo diretto.

### Simboli
Lo stemma e il gonfalone sono stati concessi con decreto del presidente della Repubblica del 4 gennaio 1988.
Blasonatura stemma
Blasonatura gonfalone
(D.P.R. 4 gennaio 1988)

## Monumenti e luoghi d'interesse
Strozza – Primo paese all'imbocco della valle Imagna, posto a “sentinella “ dei tesori naturalistici che la valle racchiude. Il nome deriva dalla particolare morfologia della valle, segnata dal torrente Imagna, che separa i due versanti in questo tratto finale, dove si inforca per circa due chilometri prima di confluire nel fiume Brembo, a Clanezzo. In sinistra idraulica la ripa scoscesa sale tutto d'un fiato fino alla sommità del monte Ubione. Non vi sono insediamenti abitativi, il versante è coperto da un fitto bosco, alla cui base si snoda il “Sentiero naturalistico del Chitò” che, partendo da Clanezzo, percorre un dismesso canale idroelettrico per poi scavalcare l'Imagna in prossimità di Strozza con un ardito ponte canale in pietra. Il sentiero di recente riconfigurazione percorre tratti di particolare interesse naturalistico con sorgenti incrostanti con fenomeni di deposito concrezionale, rari per la bergamasca. Il versante in destra idrografica è più acclive e consente l'insediamento di Strozza con le frazioni di Cabrozzo, Cà Campo e Amagno. Nel centro abitato si possono ancora ammirare numerose costruzioni risalenti all'epoca medievale, tra cui alcune case fortificate con tanto di torre, ma anche contrade molto caratteristiche e costruzioni in stile rustico.
In ambito religioso riveste grande importanza la chiesa parrocchiale di Sant'Andrea. Già citata in documenti risalenti al XIV secolo, ma parzialmente ricostruita nel XVIII secolo e ulteriormente ristrutturata nei secoli successivi. Durante una di queste ristrutturazioni è emersa la muratura della parete meridionale della struttura quattrocentesca, con due monofore ad arco trilobato. All'interno notevoli sono gli intarsi dorati presenti nell'altare maggiore e nel coro, nonché l'organo di produzione della famiglia Serassi.
Cabrozzo - La frazione di Cabrozzo, posta a 307 m s.l.m., dista 1,52 chilometri dal medesimo comune di Strozza di cui essa fa parte.
Contea autogestita del ducato di Strozza, appartiene al comune di Strozza per motivi storici e politici. Tutti i grandi padroni di Strozza provengono da Cabrozzo dove le famiglie Boffetti, Bergonzi, Fagiani incidono con le loro decisioni da tempo immemore sull’andamento del paesino.
Cà Campo – Un pugno di case strette intorno al piccolo oratorio a San Pantaleone, quasi in sua difesa. Cà Campo non fu mai isolato grazie alla rete di mulattiere, che qui formano un crocevia. Vi si transitava per entrare ed uscire dalla valle. Visitare Cà Campo, passeggiare nei suoi stretti viottoli ripaga del breve tempo ad esso dedicato. La suggestione è forte: angoli medioevali intatti, portali in pietra, balconi in legno e case torri; infine l'oratorio Quattrocentesco di San Pantaleone pregevole opera della fede nel culto della statua di San Momà, il santo protettore delle puerpere senza latte.
Amagno – Percorrendo la via principale, che fiancheggia la chiesa parrocchiale, dopo alcune centinaia di metri si entra nel borgo medioevale di Amagno. All'imbocco si viene accolti dalla severa facciata della casa della famiglia Gavazzeni de Gaiboni: proseguendo si giunge nella piazzetta del lavatoio dominato dalla facciata Est della Cà del Maestro con il portone di accesso e l'ampia finestrata del nuovo Museo Valdimagnino. Per scoprire la parte più suggestiva di Amagno occorre inoltrarsi su per l'androne che sottopassa la Cà del Maestro: qui c'è il vero cuore del borgo, una piazzetta lastricata in pietra, sulla quale si affacciano storici edifici quali un'austera ed elegante casa torre medievale e la secentesca Cà del Maestro. Questo palazzetto, ripristinato alle sue architetture originali, offre al piano terra un porticato con due grandi archi, sostenuti da un poderoso pilastro centrale, e al primo piano una loggetta sorretta, da una serie di eleganti colonnine. Sul fondo della piazzetta, protetta da una ringhiera, c'è la botola della ghiacciaia. Prima che “La Ghiacciaia” venisse aperta al pubblico, pochi conoscevano il segreto che celava la Cà del Maestro: un condotto sotterraneo dipartiva da uno dei locali, posti sul lato strada, portava ad un vano di forma cilindrica con copertura a volta, adibito a ghiacciaia. È una splendida struttura rimasta intatta, nonostante abbia un paio di secoli o forse più. Sulla volta è visibile l'apertura con la botola dalla quale nei mesi invernali veniva introdotta la neve. Il Museo Valdimagnino occupa i due locali antistanti il cunicolo che porta alla ghiacciaia. Dopo un recente restauro ospita tanti oggetti del passato valdimagnino. Molto interessante il camino con “nicia”, scoperto dopo la demolizione di una parete, che lo nascondeva. Seduto nella nicchia sta Pierino, il fantasma della ghiacciaia! Nelle visite, compiute dagli alunni di alcune scuole elementari della Valle Imagna al Museo Valdimagnino, i bambini si sono affezionati a questo particolare nonno, che provvede a curare gli oggetti custoditi nel museo.

## Società

### Evoluzione demografica
Abitanti censiti